# Stipa henrardiana
Stipa henrardiana là một loài thực vật có hoa trong họ Hòa thảo. Loài này được Parodi miêu tả khoa học đầu tiên năm 1946.